# Sommer-OL 1896
Sommer-OL 1896 (græsk: Θερινοί Ολυμπιακοί Αγώνες 1896, tr. Therinoí Olympiakoí Agónes 1896), formelt Den I Olympiades Lege, var det første sommer-OL i moderne tid, de første lege siden den romerske kejser Theodosius I forbød de antikke olympiske lege i 393 e.Kr., som led i en kristen kampagne mod hedenskab.
På en kongres i Paris i 1894 arrangeret af Pierre de Coubertin blev den Internationale Olympiske Komite (IOC) dannet, og den græske hovedstad Athen blev valgt som værtsby for det første OL. Grækerne havde ikke meget erfaring med at arrangere idrætsstævner, og i begyndelsen havde de også økonomiske problemer, men fik dog det hele klar til tiden.
Efter datidens målestok var arrangementet enormt og havde det hidtil største internationale deltagerantal for et idrætsstævne. På trods af, at mange af datidens topnavne manglede, var legene en folkelig succes i Grækenland. Det sportslige højdepunkt for grækerne var deres egen Spiridon Louis' sejr i maratonløbet. Den mest vindende deltager var den tyske bryder og gymnast Carl Schuhmann.
Efter legene blev de Coubertin og IOC anmodet om efterfølgende fortsat at afholde legene i Athen. Det var bl.a. den græske kong Georg og nogle af de amerikanske deltagere i Athen, der fremkom med forslaget. Men sommer-OL 1900 var allerede blevet tildelt Paris, og hvis man ser bort fra de olympiske mellemlege 1906, vendte OL ikke tilbage til Grækenland før sommer-OL 2004 i Athen.

## Valg af værtsby
I løbet af 1800-tallet blev der afholdt adskillige "olympiske" idrætsfestivaller i forskellige europæiske lande. De moderne olympiske lege opstod faktisk (også ifølge de Coubertin) i den engelske markedsby Much Wenlock i Shropshire. Den lokale læge, William Penny Brooks, grundlagde her Much Wenlock Olympiske Lege. De første af disse lege blev afholdt i oktober 1850 med konkurrencer som bl.a. atletik, cricket, fodbold og ringkast. Et andet tidligere tiltag var Zappas-legene, en græsk begivenhed, der havde været afholdt 1859, 1870 og 1876, og som var etableret og organiseret af forretningsmanden og filantropen Evangelis Zappas efter inspiration af oldtidens lege. I den forbindelse havde Zappas også finansieret en genopbygning af Panathinaiko Stadion i marmor. 
Pierre de Coubertin havde, blandt andet inspireret af Wenlock- og Zappas-legene, fået ideen til at genoplive de olympiske lege som et internationalt multisportsstævne. Han fremlagde sine ideer i 1894 på en kongres, der blev afholdt på Sorbonne-universitetet i Paris med deltagere fra tolv landes idrætsforbund.
Efter det var blevet besluttet at genoplive de olympiske lege, skulle der vælges en værtsby for de første lege.  Flere af deltagerne foreslog London som værtsby, men sammen med den græske delegerede Demetrius Vikelas forslog de Coubertin Athen som en mulighed. Grækenland var OL's oprindelige hjemsted, og kongressen vedtog forslaget enstemmigt. Vikelas blev valgt som den første formand for den netop dannede Internationale Olympiske Komite (IOC).

## Organisering
Nyheden om de olympiske leges tilbagevenden til Grækenland blev positivt modtaget af det græske folk, de græske aviser og kongehuset. Reaktionen var ifølge de Coubertin: "Kronprins Konstantin erfarede til sin store glæde, at legene vil blive indviet i Grækenland." Han fortsatte med at bekræfte, at "kongen og kronprinsen vil være protektorer for afholdelsen af legene." Konstantin tilbød senere mere end det; han påtog sig med stor begejstring at være præsident for organisationskomiteen for legene.
Imidlertid var landet politisk ustabilt og i økonomiske problemer. Premierministerposten gik hastigt på skift mellem Charilaos Trikoupis og Theodoros Deligiannis i årene op til århundredskiftet. På grund af denne ustabilitet tvivlede både premierminister Trikoupis og Stefanos Dragoumis, præsident for Zappas-legene på landets evne til at håndtere værtskabet. Sidst i 1894 fremlagde organisationskomiteen med Stefanos Skouloudis i spidsen en rapport, der viste at udgifterne til legene ville blive tre gange så høje som de Coubertin oprindelig havde skønnet. De konkluderede, at legene ikke kunne afholdes og tilbød at træde tilbage. Prisen for afholdelsen af legene ville blive 3.740.000 gulddrakmer.
Kronprins Konstantin og IOC-formanden Vikelas satte nu gang i en kampagne for at holde den olympiske bevægelse i live. Deres anstrengelser kulminerede 7. januar 1895, da Vikelas bekendtgjorde, at Konstantin ville blive præsident for en ny organisationskomité. Hans entusiasme fremkaldte en bølge af bidrag fra det græske folk, hvorved der blev indsamlet 330.000 drakmer. Et særligt sæt frimærker skaffede yderligere 400.000, og billetsalget indbragte 200.000 drakmer. På opfordring fra Konstantin indvilgede den rige forretningsmand George Averoff i at betale for renoveringen af Panathinaikos Stadion, hvilket kostede 920.000 drakmer. Averoffs generøsitet blev belønnet med opførelsen af en statue af ham, der blev afsløret den 5. april uden for stadion, hvor den stadig står.
Nogle af legenes idrætsudøvere deltog, fordi de tilfældigvis var i Athen på det tidspunkt, hvor legene blev afholdt, enten på ferie eller i forbindelse med arbejde (f.eks. arbejdede nogle af de britiske sportsfolk for den britiske ambassade). Der var ingen særlig olympisk landsby for sportsfolkene som nutildags; de boede på hoteller eller hos venner.
Der skulle også opnås enighed om de regler, der skulle gælde for legene. Den første regel, som IOC besluttede, var, at legene kun skulle være for amatører. Derfor fulgte alle konkurrencer denne regel, bortset fra fægtekonkurrencerne. Reglerne og regulationerne var ikke ensartede overalt, så organisationskomiteen måtte vælge mellem de regler, som de forskellige idrætsorganisationer brugte. Til juryen, dommerne og legenes leder valgte man at bruge de samme betegnelser som under antikkens lege: Ephor, Helanodic og Alitarc. Prins Georg fungerede som overdommer. Ifølge Coubertin "gav hans tilstedeværelse vægt og autoritet til ephorernes afgørelser."

## Konkurrencefaciliteter
Konkurrencerne ved legene blev afholdt syv forskellige steder. Panathinaiko Stadion var hovedstedet, hvor fire af de ni sportsgrene (atletik, gymnastik, vægtløftning og brydning) fandt sted. Byen Marathon var udgangspunkt for maratonløbet og endepunkt for de individuelle konkurrencer i landevejscykling, mens banecyklingskonkurrencerne blev afholdt i den nyopførte velodrom, Podilatodromio Neon Falirou. Svømning fandt sted i Zeabugten, fægtning i Zappeion, skydning i Kallithéa og tennis i Athen Lawn Tennis Club samt i midten af velodromen, Podilatodromio Neon Falirou.
Svømmekonkurrencerne fandt sted i havbugten ud for Piræus, fordi arrangørerne ikke ønskede at bruge penge på at lave en pool.
Konkurrencer i yderligere to sportsgrene var planlagt, roning og sejlsport. De skulle finde sted i Faleronbugten, men blev aflyst på grund af stærk blæst.
Fire af konkurrencestederne fra 1896 blev brugt igen til legene i 2004: Velodromen var blev ombygget til fodboldstadion i 1964 og hed derefter Karaiskakis Stadion; det blev brugt til nogle af fodboldkampene. Panathinaiko Stadion blev i 2004 brugt til konkurrencerne i bueskydning, og maratonløbene for mænd og kvinder havde startsted i Marathon og opløb på Panathinaiko Stadion. Endelig blev Zappeion brugt til henholdsvis som indledende base for 2004-organisationskomiteen og som centralt kommunikationscenter under selve legene.

## Program
| ● | Åbningsceremoni | ● | Konkurrencer | ● | Finaler | ● | Afslutningsceremoni |

| April        | 6.        | 7.        | 8. | 9.        | 10.       | 11.     | 12. | 13. | 14. | 15. |
| ------------ | --------- | --------- | -- | --------- | --------- | ------- | --- | --- | --- | --- |
| Ceremonier   | ●         |           |    |           |           |         |     |     |     | ●   |
| Atletik      | ● ● ● ● ● | ● ● ● ● ● |    | ●         | ● ● ● ● ● |         |     |     |     |     |
| Cykling      |           |           | ●  |           |           | ● ● ●   | ●   | ●   |     |     |
| Fægtning     |           | ● ●       |    | ●         |           |         |     |     |     |     |
| Gymnastik    |           |           |    | ● ● ● ● ● | ● ●       |         |     |     |     |     |
| Skydning     |           |           | ●  | ●         | ●         | ● ● ●   | ●   |     |     |     |
| Svømning     |           |           |    |           |           | ● ● ● ● |     |     |     |     |
| Tennis       |           |           | ●  | ●         |           | ● ●     |     |     |     |     |
| Vægtløftning |           | ● ●       |    |           |           |         |     |     |     |     |
| Brydning     |           |           |    |           | ●         | ●       |     |     |     |     |
| April        | 6.        | 7.        | 8. | 9.        | 10.       | 11.     | 12. | 13. | 14. | 15. |

## Åbningsceremoni
Den 6. april blev Den Første Olympiades Lege officielt åbnet. Den var 2. påskedag for den græsk-ortodokse, romersk katolske og protestantiske kirke, og det var også årsdagen for udbruddet af de den græske uafhængighedskrig.
Panathinaiko Stadion var fyldt med ca. 60.000 tilskuere, herunder kong Georg, hans kone Olga og deres sønner. De fleste af de konkurrerende sportsfolk stod linet op på græsplænen, hvert land for sig. Formanden for organisationskomiteen, kronprins Konstantin, holdt en tale, og derefter åbnede hans far officielt legene:
"Jeg erklærer åbningen af de første internationale olympiske lege i Athen. Nationen længe leve. Det græske folk længe leve."
Bagefter opførte 9 orkestre og 150 korsangere den olympiske hymne, komponeret af Spyros Samaras med tekst af Kostis Palamas. Hymnen blev vel modtaget, og tilskuerne krævede den afspillet endnu en gang.
De nutidige olympiske åbningsceremonier indeholder stadig elementer fra denne korte ceremoni. Det er stadig værtslandets statsoverhoved, der officielt åbner legene, og den olympiske hymne (officiel siden 1958) bliver stadig spillet. Andre indslag, såsom landenes indmarch, tændingen af den olympiske ild og aflæggelsen af den olympiske ed er indført siden.

## Oversigt over sportsgrene
På Sorbonne-konferencen var der blevet foreslået en lang række sportsgrene til programmet i Athen. Den første officielle kundgørelse nævnte bl.a. fodbold og cricket, som dog ikke kom med. Roning og sejlsport var til gengæld programsat, men konkurrencerne måtte aflyses på grund af for stærk vind på konkurrencedagene.

### Atletik
Atletikkonkurrencerne, som blev afviklet på Panathinaiko Stadion, var den sportsgren med størst international deltagelse. Der blev konkurreret i tolv discipliner, som alle fortsat er på det olympiske program. Atletikprogrammets højdepunkt var maratonløbet – det første internationale nogensinde. Spiridon Louis, en ukendt vandbærer, vandt konkurrencen og blev den eneste græske mester i atletik, og dermed nationalhelt. Der blev ikke sat verdensrekorder, da meget få topnavne var med. Derudover var løbebanernes kurver meget krumme, hvilket nærmest umuliggjorde hurtige tider. Endvidere valgte man at bruge løbedistancer i metriske mål, hvilket ikke var almindeligt for alle deltagere.
Det amerikanske hold på 10 deltagere, heraf dog kun én national mester, dominerede og vandt ni af de tolv konkurrencer, i alt vandt nationen sytten medaljer. Amerikaneren Bob Garrett var bedste individuelle deltager med to guld- og to sølvmedaljer.

### Brydning
Der var ingen vægtklasser i brydning og dermed kun én konkurrence og én vinder. Konkurrencen blev afholdt på Panathinaiko Stadion, og reglerne mindede om dem i moderne græsk-romersk brydning, men der var ingen tidsgrænse, og ikke alle bengreb var forbudte (i modsætning til moderne regler).
Bortset fra de to græske brydere havde alle deltagerne tidligere konkurreret i andre sportsgrene ved  legene. Vægtløftningsmesteren Launceston Elliot mødte gymnastikmesteren Carl Schuhmann fra Tyskland. Sidstnævnte vandt nemt og gik videre til finalen, hvor han mødte Georgios Tsitas. Deres finalekamp måtte afbrydes efter 40 minutter, fordi mørket faldt på, men blev fortsat dagen efter, hvor tyskeren afgjorde kampen efter et kvarter.

### Cykling
Konkurrencerne i banecykling blev afholdt på den nybyggede Neon Phalirou Velodrom, som var 333,3 m lang. Der blev kun afholdt ét landevejsløb – fra Athen til Marathon og tilbage igen (87 km). Det blev vundet af Aristidis Konstantinidis.
Franskmanden Paul Masson var den bedste banerytter, og han vandt såvel løbet over en omgang (enkeltstart), sprintkonkurrencen og 10.000 m løbet. I 100 km løbet deltog Masson som pacer eller hare for sin landsmand Léon Flameng. Flameng vandt løbet efter at være styrtet undervejs, og efter at have standset op for at vente på sin græske modstander Kolettis, der havde  mekaniske problemer. Den østrigske fægter Adolf Schmal vandt 12 timers løbet, der blev fuldført af kun to cykelryttere.

### Fægtning
Fægtekonkurrencerne blev afviklet i Zappeion, opkaldt efter Evangelos Zappas, der havde arrangeret græske olympiske lege i midten af 1800-tallet. I modsætning til de andre sportsgrene havde professionelle lov til at deltage i fægtning. I modsætning til andre professionelle blev disse såkaldte 'fægtemestre' anset for at være gentleman-sportsfolk på samme måde som amatørerne var.
Fire discipliner var planlagt, men af ukendte årsager blev kårdekonkurrencen aflyst. Fleuretkonkurrencen blev vundet af en franskmand, Eugène-Henri Gravelotte, mens de to andre discipliner, sabel og fleuret for 'mestre', blev vundet af græske fægtere. Leonidas Pyrgos, der vandt sidstnævnte disciplin, blev den første græske olympiske mester i moderne tid. Konkurrencen i sabelfægtning havde østrigeren Adolf Schmal som en af favoritterne, og han vandt da også planmæssigt sine to første kampe. Imidlertid blev resultaterne af de første kampe annulleret, da kongen, kronprinsen og deres følge ankom, så de kunne overvære hele konkurrencen. I denne konkurrence lykkedes det kun Schmal at vinde én kamp, og han endte derfor uden for medaljefeltet.

### Gymnastik
Gymnastikøvelserne blev udført på græsplænen på Panathinaiko Stadion. Tyskland havde sendt et 11 mand stort hold, der dominerede ved at vinde 5 af de 8 discipliner, herunder begge holdkonkurrencer. I holdkonkurrencen i reck var tyskerne uden konkurrence. Tre tyskere vandt desuden individuelt. Hermann Weingärtner, der også fik to andenpladser og en tredjeplads, vandt reck-øvelsen, mens Alfred Flatow vandt i barre. Carl Schuhmann, der også triumferede i brydning, vandt spring over hest.
Louis Zutter, en schweizisk gymnast, vandt bensving, mens grækerne Ioannis Mitropoulos og Nikolaos Andriakopoulos sejrede i henholdsvis ringene og tovklatring.

### Skydning
På skydebanen ved Kallithea, der var så ny, at den blev indviet samme formiddag, som de første konkurrencer blev afholdt, var der fem skydediscipliner, to for riffel og tre for pistol. Scoresystemet ved konkurrencerne var ganske kompliceret med antallet af point på skiven blev multipliceret med antal skud, der ramte skiven.
Den første konkurrence, 200 m militærriffel, havde tyve deltagere og blev vundet af Pantelis Karasevdas, der var den eneste, der ramte målet med alle skud. Militærpistol blev domineret af de amerikanske brødre John og Sumner Paine. For ikke at ydmyge værterne besluttede brødrene, at kun én af dem deltog i den næste konkurrence, fri pistolskydning. Sumner Paine vandt øvelsen, hvorved de to brødre blev en del af den første familie med to olympiske mestre.
Paine-brødrene deltog ikke i 25 m pistol-øvelsen, da deres våben blev dømt ureglementerede – de var ikke af den krævede kaliber. I deres fravær vandt Ioannis Frangoudis. Frangoudis blev nr. 2 i den sidste øvelse – fri riffelskydning, der skulle afvikles samme dag. Men konkurrencen var ikke færdig ved mørkets frembrud og blev først fuldført næste morgen, hvor Georgios Orphanidis kunne hyldes som mester.

### Svømning
I modsætning til i dag blev svømmekonkurrencerne i 1896 afholdt i åbent hav. Næsten 20.000 tilskuere siges at have overværet svømningen i Zea-bugten ud for Piræus' kyst.
Alle fire øvelser blev afviklet 11. april. For Alfréd Hajós fra Ungarn betød det stramme tidsprogram, at han kun kunne deltage i to discipliner, 100 m og 1200 m fri, som han begge vandt. Senere blev Hajós en af kun to gennem tiden, der vandt medaljer i både sports- og kunstkonkurrencer ved OL, idet han vandt sølvmedalje i arkitektur i 1924.
Den tredje øvelse, 500 m fri, blev vundet af østrigeren Paul Neumann, der slog sine modstandere med mere end halvandet minut. Den fjerde og sidste svømmekonkurrence var kun for græske sømænd.

### Tennis
Selvom tennis allerede i slutningen af 1800-tallet var en stor sport, dukkede ingen af topspillerne op til tennisturneringen, der blev holdt på Athen Lawn Tennis Clubs baner og på cykelbanens inderkreds.
Ireren John Pius Boland, der var på ferie i Athen, var blevet tilmeldt turneringen af en græsk ven, og han vandt relativt let. I første runde slog han Friedrich Traun, en tysker der var blevet slået ud i 800 m løb. De besluttede at danne par til doubleturneringen, hvor de nåede finalen og vandt over deres græsk/egyptiske modstandere efter at have tabt første sæt.

### Vægtløftning
Sportsgrenen vægtløftning var stadig meget ung i 1896, og reglerne var ret forskellige fra i dag. Konkurrencerne blev afholdt på det olympiske stadion, og ligesom i brydning var der ingen vægtklasser.
Den første øvelse var disciplinen to-hånds stød. To konkurrenter skilte sig ud: Launceston Elliot fra Storbritannien og Viggo Jensen fra Danmark. De klarede samme vægt, 110 kg, men juryen, med prins Georg som formand, erklærede Jensen for vinder på bedre stil. Den britiske delegation kendte ikke denne stil-regel og protesterede. Løfterne fik derfor lov til at gøre yderligere forsøg, men ingen af dem forbedrede sig, hvorfor Jensen blev kåret som vinder.
Elliot fik revanche i en-hånds træk-øvelsen, der blev holdt umiddelbart efter to hånds-øvelsen. Jensen var blevet småskadet i sit sidste forsøg med to hænder og havde ingen chance mod Elliot, der vandt let. Det græske publikum var fortryllet af den britiske vinder, som de fandt meget attraktiv. Angiveligt fik han endda ægteskabstilbud fra en "højt placeret dame".

## Afslutningsceremoni
Søndag den 12. april om morgenen var kong Georg vært for en banket for officials og sportsfolk. I sin tale gjorde han det klart, at de olympiske lege altid burde afholdes i Athen.
Den officielle afslutningsceremoni blev holdt den efterfølgende onsdag, udsat fra om tirsdagen på grund af regnvejr. Endnu en gang var den kongelige familie til stede ved ceremonien, der blev indledt med den græske nationalmelodi og en ode komponeret og fremført af den britiske sportsmand og studerende George S. Robertson.
Bagefter uddelte kongen præmier til vinderne. Til forskel fra i dag modtog vinderne sølvmedaljer og nummer to bronzemedaljer. Nogle af vinderne fik også yderligere præmier, f.eks. modtog Spyridon Louis en pokal fra Michel Bréal, en af de Coubertins venner, der havde fået idéen til maratonløbet. Louis førte derefter an på vindernes æresrunde på stadion, mens den olympiske hymne blev spillet igen. Så lukkede kongen officielt legene med ordene "Jeg erklærer de Første Internationale Olympiske Lege for afsluttede."

## Nationer
'Nationale hold' var ikke en del af de olympiske lege før Ekstralegene i 1906 ti år senere. Der hersker nogen usikkerhed om, hvor mange nationer, der faktisk deltog. IOC nævner selv 14 nationer, uden at angive, hvilke der var tale om. Det tyske virtuelle museum, olympic-museum.de, nævner således både 12 nationer og remser samtidig 14 op. Andre kilder har nævnt 13 nationer, og 15 nationer - i sidstnævnte er Smyrna regnet som en selvstændig nation.
| Europa (247) | Europa (247) |
| --- | --- |
| - BulgarienCharles Champaud, der var deltageren fra Bulgarien, var egentlig schweizer, men levede i årene omkring OL i Sofia. (1 deltager) - Danmark (4 deltagere) - Tyskland (19 deltagere) - Frankrig (12 deltagere) - Grækenland (186 deltagere) - Italien (1 deltager) | - Østrig (3 deltagere) - Sverige (1 deltager) - Schweiz (2 deltager) - Ungarn (7 deltagere) - Storbritannien (11 deltagere) |
| Amerika (14) | |
| - USA (14 deltagere) | |
| Oceanien (1 deltagere) | |
| - Australien(1) | |

For enkelte af deltagerne var der tvivl om, hvilken nation de egentlig tilhørte. Således kunne Dimitrios Kasdaglis registreres som ægypter, brite (han var vokset op i England) eller græker; officielt var han registret som græker. Trods Australien stadig var en del af Storbritannien, angives Teddy Flacks resultater som opnået af en australier. Østrig og Ungarn blev i denne forbindelse også betragtet som to forskellige lande, selvom de begge var en del af Østrig-Ungarn. Til de ungarske resultater blev derudover regnet atleter fra Vojvodina, der i dag er en del af Serbien, samt Slovakiet.
Derudover havde Belgien, Chile og Rusland navngivne idrætsfolk tilmeldt, men disse kom aldrig i konkurrence.

### Danmarks deltagelse
Der deltog tre danske sportsfolk ved legene og de konkurrerede i fem sportsgrene.  To af dem fik tilsammen en første-, to anden- og tre tredjepladser, mens Eugen Schmidt ikke placerede sig.
Stud.polyt. Viggo Jensen fik en første-, en anden- og en tredjeplads, mens oberstløjtnant Holger Nielsen, der senere blev kendt som en af medopfinderne af håndbold og H.N.-metoden til kunstigt åndedræt, måtte nøjes med en andenplads og to tredjepladser. Viggo Jensen fik sin første- og andenplads i vægtløftning og tredjepladsen i Skydning. Derudover deltog han i atletik og gymnastik, hvilket gav to fjerdepladser som det bedste. Holger Nielsen,  fik en anden- og en tredjeplads i skydning samt en tredjeplads i fægtning. Han deltog også i atletik, men uden dog at få medaljer. Eugen Schmidt var den eneste dansker, der ikke fik en medalje med hjem. Han deltog i skydning og atletik, og hans bedste placering var som nummer 12 i skydning med militærriffel.

## Medaljefordeling
Nutildags opgør man medaljefordelinger ved olympiske lege. Det var ikke tilfældet i 1896, men mange kilder har beregnet fordelinger fra legene, så de kunne sammenlignes med senere lege. Denne statistik skal dog tages med et gran salt.
Først og fremmest blev der i Athen ikke uddelt guldmedaljer, og der var ingen præmier for tredjepladser. For det andet fandtes nationale hold, som vi kender det fra i dag, stort set ikke. Grækenland og Ungarn havde afholdt udtagelsesstævner, men de fleste andre idrætsfolk repræsenterede blot en klub eller sig selv. Derudover eksisterede ikke alle de nedenfor nævnte lande i 1896. F.eks. var Australien endnu ikke blevet selvstændigt fra Storbritannien, og Ungarn og Østrig var formelt set ét land. Ikke desto mindre har de fleste kilder den nedenfor anførte liste af lande.
| Sommer-OL 1896 | Sommer-OL 1896 | Sommer-OL 1896 | Sommer-OL 1896 | Sommer-OL 1896 | Sommer-OL 1896 |
| -------------- | -------------- | -------------- | -------------- | -------------- | -------------- |
| Nr.            | Land           | 1              | 2              | 3              | Total          |
| 1              | USA            | 11             | 7              | 2              | 20             |
| 2              | Grækenland     | 10             | 17             | 19             | 45             |
| 3              | Tyskland       | 6              | 5              | 2              | 13             |
| 4              | Frankrig       | 5              | 4              | 2              | 11             |
| 5              | Storbritannien | 2              | 3              | 2              | 7              |
| 6              | Ungarn         | 2              | 1              | 3              | 6              |
| 7              | Østrig         | 2              | 1              | 2              | 5              |
| 8              | Australien     | 2              | 0              | 0              | 2              |
| 9              | Danmark        | 1              | 2              | 3              | 6              |
| 10             | Schweiz        | 1              | 2              | 0              | 3              |
| 11             | Blandede hold  | 1              | 1              | 1              | 3              |

### Medaljerne
Vinderen fik en sølvmedalje og en olivengren. Sølvmedaljen havde Akropolis på den ene side og guden Zeus på den anden. Nr. to fik en bronzemedalje og en olivengren. Visse kilder siger dog, at der var tale om en medalje af kobber og en laurbærgren. Tredjepladsen fik ikke noget da de finansielle midler ikke rakte længere. Først i 1904 indførte man guld, sølv og bronze som vi kender det i dag.

## Kvindelige idrætsfolk
Det var ikke tilladt for kvinder at konkurrere ved OL 1896.  En kvinde, Stamata Revithi med kælenavnet Melpomene efter den græske muse for tragedie, protesterede ved at løbe maratonruten den 11. april, dagen efter mændenes maratonløb. Hun fik dog ikke lov til løbe på stadion, så hun var nødt til at tage den sidste omgang uden for stadion. Fra OL i 1900 og frem har der været kvindelige deltagere, men først i 1981 blev en kvinde medlem af Den internationale Olympiske Komité.